# Kényszerleszállás

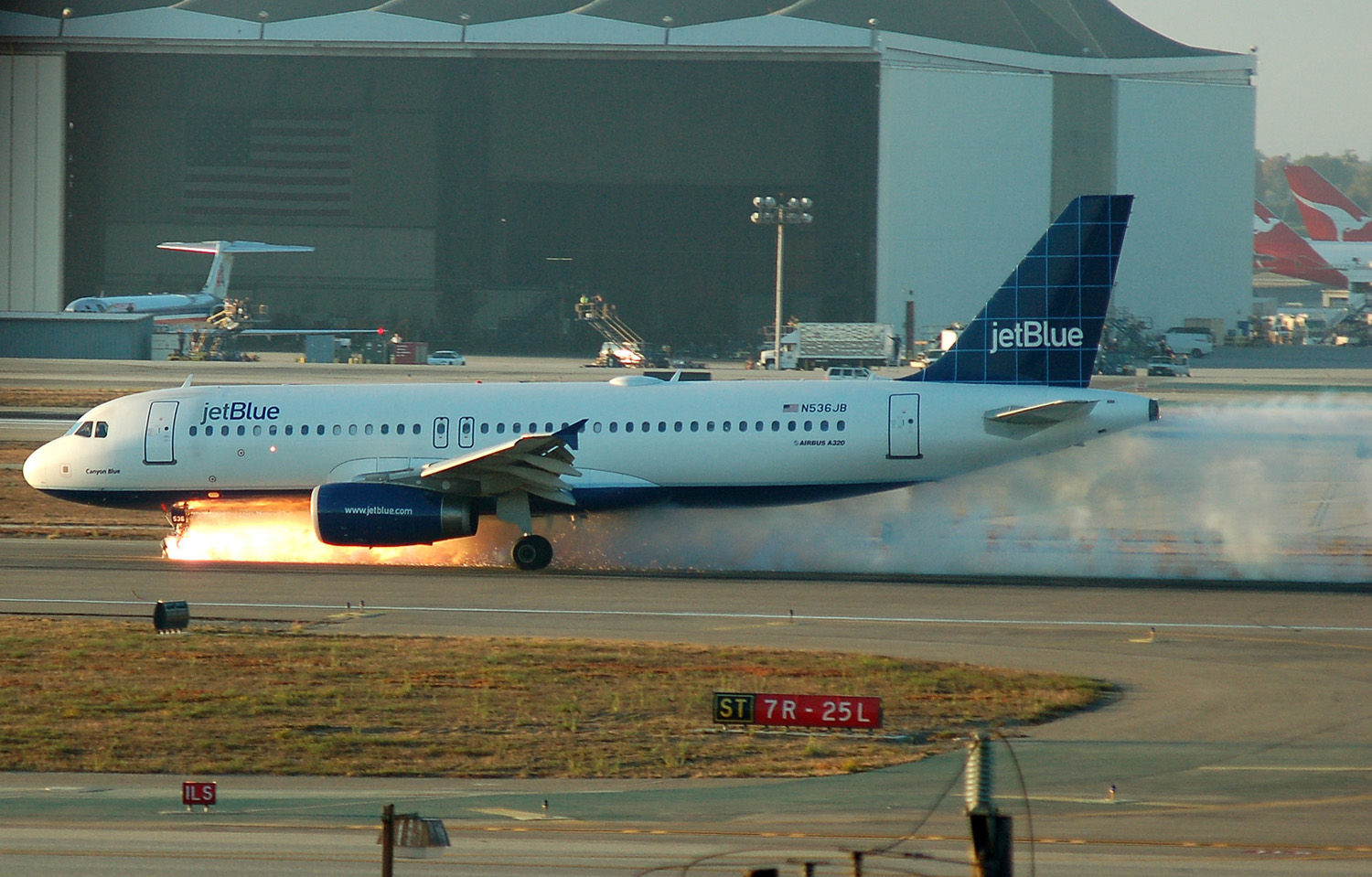
A JetBlue légitársaság Airbus A320-asának sikeres kényszerleszállása 2005. szeptember 21-én, Los Angelesben, az orrfutó meghibásodása miatt.

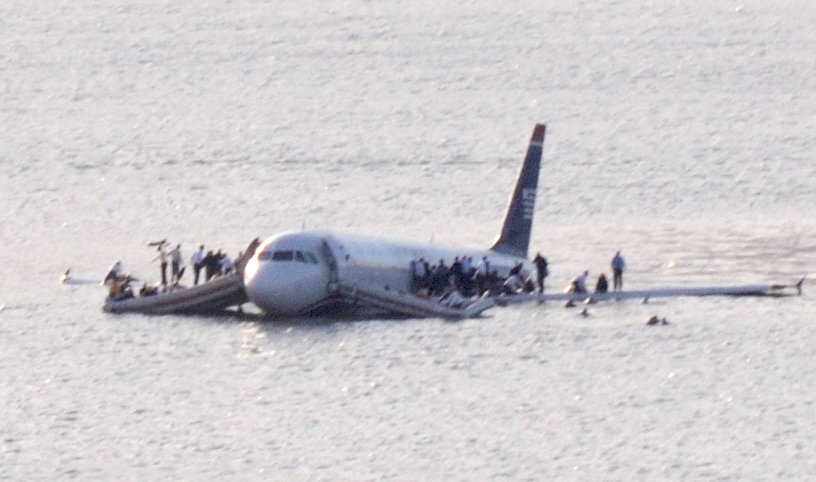
A US Airways A320-asát sikeres vízreszállás után elhagyják utasai

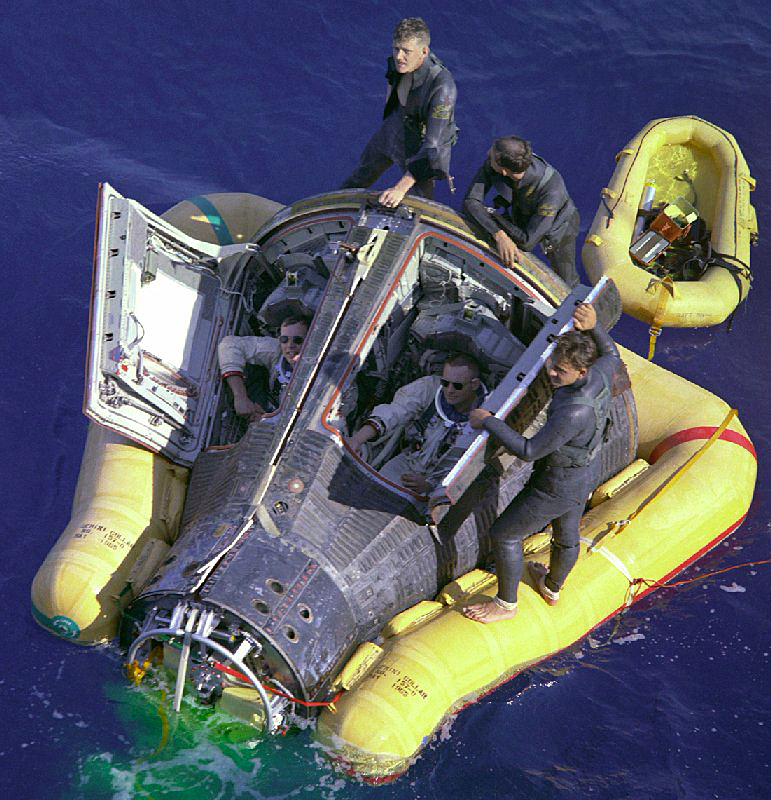
A Gemini–8 űrhajó a kényszerleszállás után a Csendes-óceánon, 1966

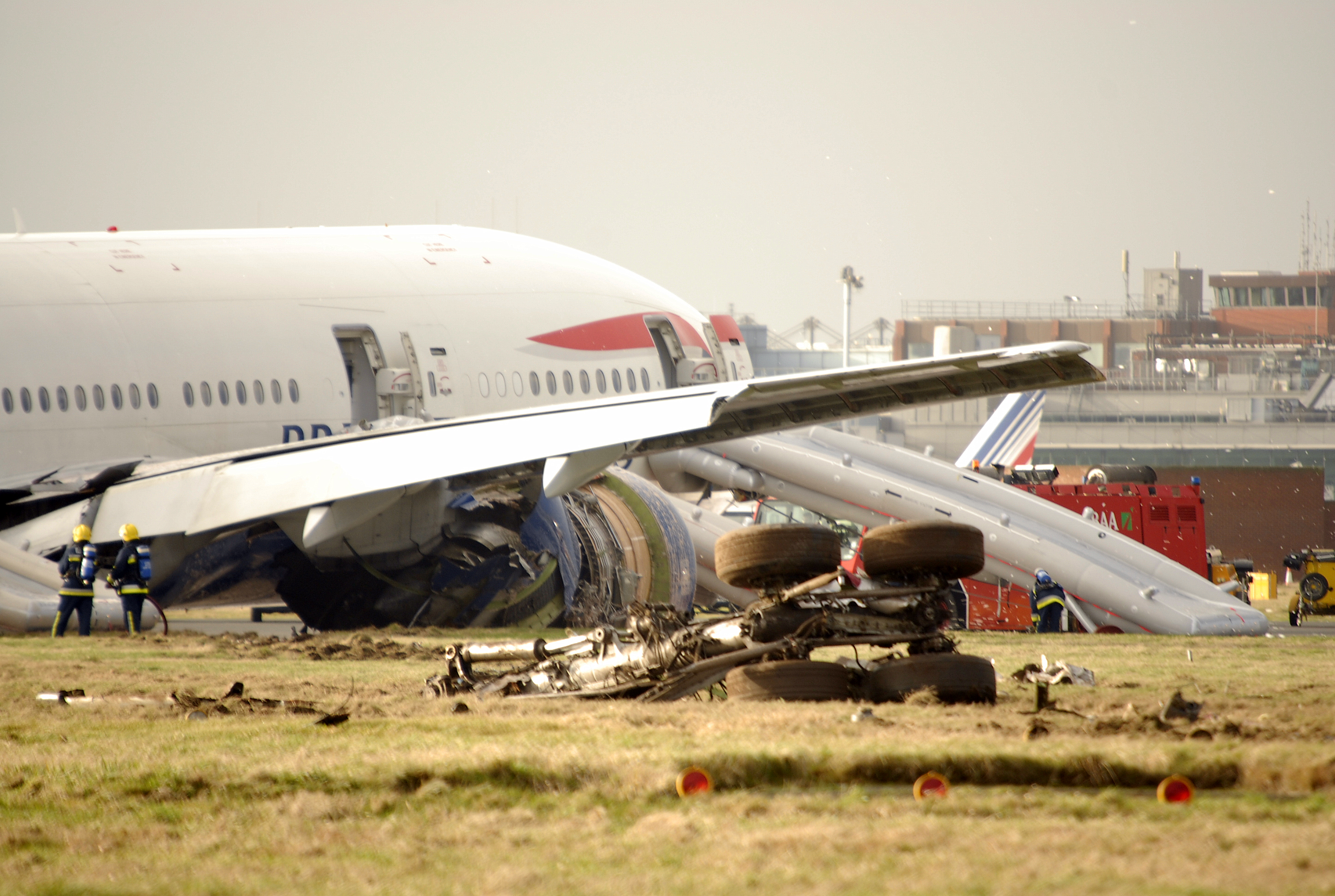
A British Airways BA38 Peking-London járatának (Boeing 777) kényszerleszállása London-Heathrow-i repülőtéren (2008. január 17.)

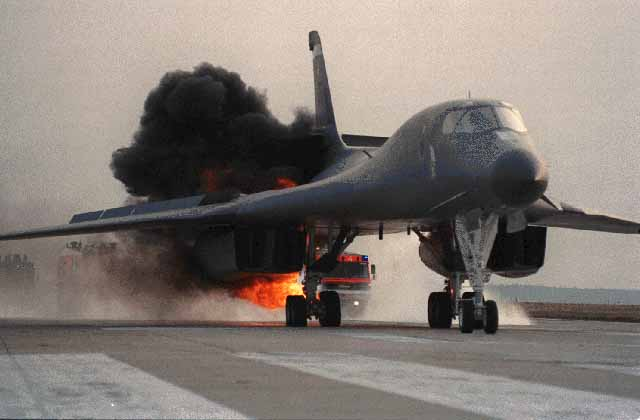
B–1B kényszerleszállása

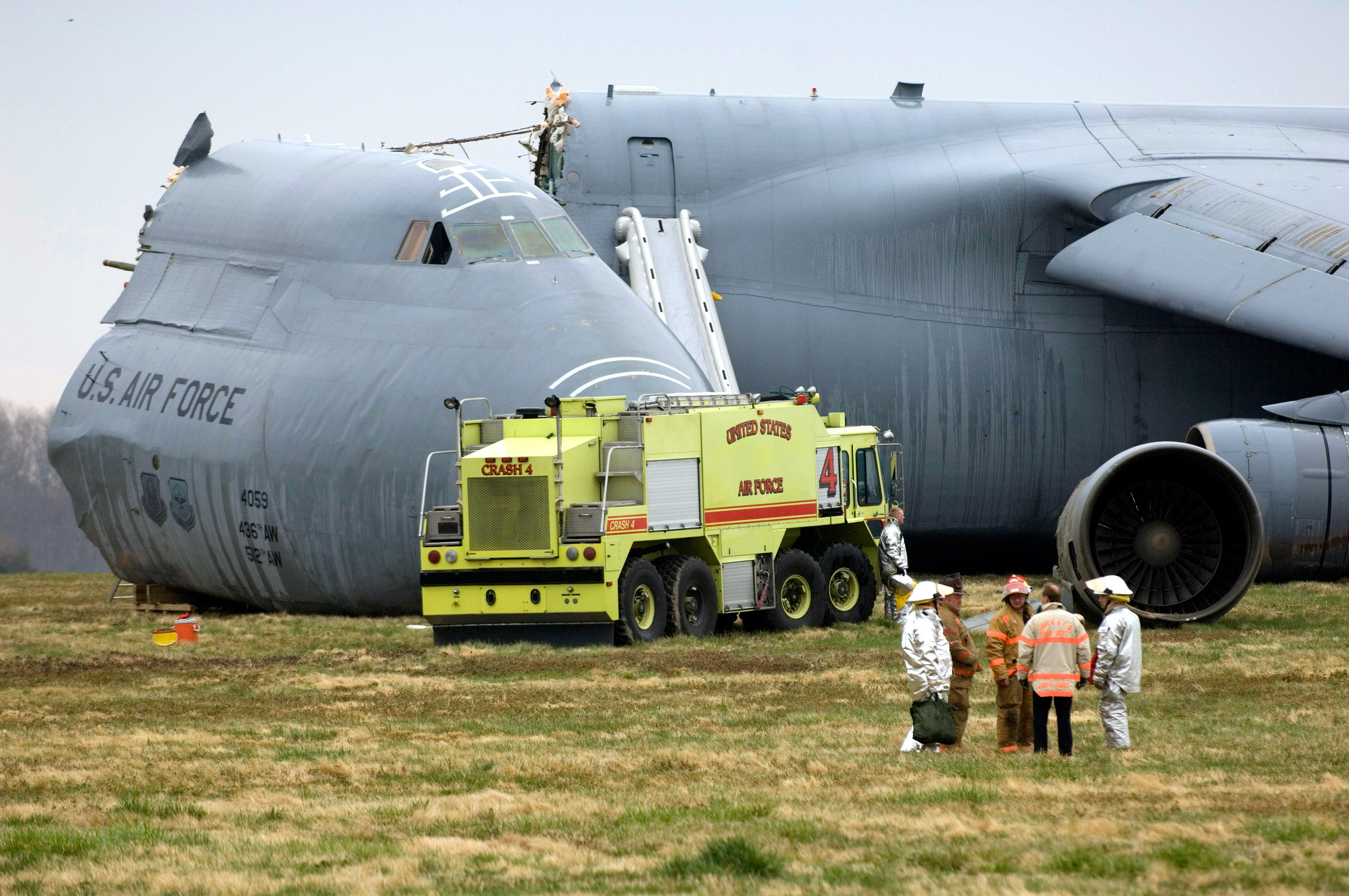
2006. április 3-án kényszerleszállás közben összetört C–5 Galaxy

A kényszerleszállás annak az eljárásnak az elnevezése, amikor egy repülő szerkezettel (repülőgép, helikopter, űrhajó, siklóernyő, sárkányrepülő stb.) valamilyen oknál fogva nem folytatható tovább a biztonságos repülés és egy közeli repülőtéren, – illetve ha az nem elérhető – terepen próbál meg a pilóta leszállni.

## Lehetséges okai
Leggyakoribb esetben a hajtómű(vek) leállása a kiváltó ok. Hajtóműleállás bekövetkezhet madarakkal történő ütközés, vagy valamilyen műszaki hiba miatt, de az üzemanyag elfolyásából/elfogyásából is. A nyomáskabinos – nagy magasságokban repülő – gépeknél a kabin belső nyomásának elszökése is ok lehet a kényszerleszállásra, lévén az átlagember számára csak kb. 4000 méteres magasságig viselhető el a légkör nyomásának, hőmérsékletének és oxigéntartalmának csökkenése. Elvileg ilyen esetben alacsony magasságon a repülés folytatható lenne (a sűrűbb levegő miatti nagyobb légellenállás miatt rövidebb távon), de a nyomás elszökésének olyan súlyos technikai okai lehetnek, amelyek miatt szükséges a legközelebbi repülőtéren a kényszerleszállás. A fedélzeten, a hajtómű(vek)ben, illetve a repülőgép egész szerkezetében keletkezett tűz az egyik legkomolyabb és legveszélyesebb oka a kényszerleszállásnak. Tűz esetére oltórendszereket építenek a gépekbe, de ezek sikeressége nagyban függ a keletkezett tűz helyétől és mértékétől. A sikeres oltás után is kötelező a kényszerleszállás. Ha a behúzható futómű a leszállás előtt nem nyílik ki, a „hasra szállás” is egyfajta kényszerleszállás. Ezek mellett egyéb olyan okai is lehetnek a kényszerleszállásnak amelyek nem kapcsolódnak a repülőgép műszaki állapotához. A fedélzeten bekövetkező rosszullét, vagy a gépnek fizikai sérülést nem okozó egyéb bűncselekmény, vagy akár egy részegen randalírozó utas miatt is hozhat olyan döntést a kapitány, hogy a legközelebbi repülőtéren kényszerleszállást hajt végre.

## Összegzés
Az összes olyan irányított földet érés kényszerleszállásnak minősül, amelynél az előzetes repülési tervtől eltérő helyen és időben történik a leszállás, valamilyen előre nem várt kényszerítő körülmény következményeként.
A kényszerleszállás tehát egy gyűjtőfogalom az előzőekben részletezett eseményfajtákra, de a kialakult vészhelyzet nagyságához mérten lehet „csak” a repülés egyszerű megszakítása valamely közbenső repülőtéren, és lehet rendkívül súlyos – azonnali elsőbbséget élvező – vészhelyzet megoldására tett valóban „kényszerű” kísérlet is. A repülőgépek többsége rövid ideig képes álló motorral is továbbrepülni, de hogy milyen magasról és milyen messzire azt a siklószám értéke mutatja. Biztonságos magasságból elég, ha a pilóta kinéz egy alkalmas sík területet és oda teszi le a gépet, folyamatos süllyedéssel megtartva a gép repüléséhez szükséges sebességet. Sajnos a nagyobb gépek esetében a hajtómű(vek) tolóereje nélküli siklás már komoly nehézségekbe ütközik, és csak igen nagy magasságból érdemes ezzel próbálkozni, mivel ezeknek a gépeknek igen rossz a siklószáma. Továbbá a nagyobb és nehezebb gépeknél még az is gond lehet, hogy csakis szilárd burkolatú pályára képesek sérülés nélkül leszállni, a füves/földes talajra való leszállás általában katasztrófához vezet. A helikopterek a légcsavar szócikkben olvasható autorotáció technikájával tudnak kényszerleszállni. A sérült rendszerek miatt a sikeresnek ígérkező kényszerleszállás során is történhet tragédia. A hajtóművek többszörözése lévén csökken a kockázata a hajtóműleállásból bekövetkező baleseteknek, hiszen a többhajtóműves gépek a még működő hajtóműveikkel képesek sikeres kényszerleszállás végrehajtására.

## Egyéb repülőeszközök
Kényszerleszállást végezhet egy siklóernyős is, ha a főernyője összecsukódik és a mentőernyő nyitásával tud csak biztonságosan földet érni. A hőlégballonos repülésben is van kényszerleszállás, de ha ennek oka nagy magasságban a fűtőanyag (gáz) elfogyása miatt következik be, aligha lehet sikeres kimenetelű. A vitorlázó repülőgép pilótája is szükségszerűen száll le akkor, ha céljának elérése előtt az emelések, termikek hatása megszűnik. Ezt a fajta kényszerleszállást terepre szállásnak hívják és nem minősül vészhelyzetnek, mivel sűrűn előfordul és bevett gyakorlatnak számít.

## Eljárás vészhelyzet során
A rádió-adóvevővel felszerelt gépek esetében a pilóta köteles a kényszerleszállást kiváltó eseményt és/vagy a vészhelyzetet jelenteni. Ha teljes elsőbbséget kíván, illetve a kényszerleszállás nem tűr halasztást, a „Mayday, Mayday, Mayday” kifejezés használatos. Ennél eggyel kisebb sürgősséget jelent a „Pan Pan Pan” hármas szócska. Az egyezményes vészhelyzeti frekvencia a 121,5 MHz az amplitúdómodulációt alkalmazó repülős sávon. Az ezen a frekvencián kezdeményezett adásokat a keresőszolgálatok bemérik és így lokalizálni tudják a vészhelyzet koordinátáit. A pilótafülkében és a rádióban elhangzó beszélgetéseket, illetve a gép repülésének paramétereit a feketedoboz rögzíti. Földet érés után a feketedoboz tartalmából következtetnek a kiváltó okra, felhasználva a begyűjtött információt a hasonló balesetek jövőbeni elhárítására. Ha a vészhelyzet nem tűr halasztást, a fogadó repülőtér az ilyen esetekre kidolgozott terv szerint „átvált” vészhelyzeti üzemre, szabaddá tesznek és kijelölnek egy kifutópályát, illetve az éppen megközelítést végrehajtó más gépeket elküldik várakozó légterekbe és mozgósítják a tűzoltó és életmentő/elsősegélynyújtó alakulatokat is. A gyors reagálás itt döntő fontosságú.

## ELT
2009. február 1-jétől a műholdas bemérő- és keresőszolgálat átáll a 406 MHz-es frekvencia figyelésére. de a 121,5 továbbra is megmarad mint vészhelyzeti kommunikációs frekvencia. A balesetek minél előbbi felderítésére használatos az ELT (Emergency Locator Transmitter – vészhelyzeti helymeghatározó adó), ami egy durva erőbehatásra (pl. lezuhanás) automatikusan bekapcsolódó, folyamatos jelet sugárzó adó. A régebbi analóg készülékek 121,5 MHz-en sugárzott szirénahangú jelét, illetve az újabb digitális ELT készülékek 406 MHz-en sugárzott – GPS információkkal kibővített – jeleit a balesetek pontos, műholdas helymeghatározására használják. Az ELT az akkumulátora kapacitásának végéig, illetve a manuális kikapcsolásáig folyamatosan működik, ezzel segítve a jel pontos bemérését.